# Номура, Тадахиро
Тадахиро Номура (род. 10 декабря 1974 года в Корё, префектура Нара, Япония) — японский дзюдоист, первый, один из двух трёхкратных олимпийских чемпионов по дзюдо (1996, 2000 и 2004). Чемпион мира 1997 года.  Бронзовый призер чемпионата мира 2003 года.

## Биография
Окончил университет Тэнри, магистратуру Педагогического Университета Нары, с апреля 2009 года является докторантом университета Хиросаки.
Выступал в категории до 60 кг. Рост — 164 см. Племянник олимпийского чемпиона по дзюдо 1972 года в весовой категории до 70 кг Тоёкадзу Номуры.